# Duffield
Duffield és una població dels Estats Units a l'estat de Virgínia. Segons el cens del 2000 tenia 62 habitants.

## Demografia
Segons el cens del 2000, Duffield tenia 62 habitants, 25 habitatges, i 20 famílies. La densitat de població era de 41,3 habitants per km².
Dels 25 habitatges en un 24% hi vivien nens de menys de 18 anys, en un 68% hi vivien parelles casades, en un 12% dones solteres, i en un 20% no eren unitats familiars. En el 20% dels habitatges hi vivien persones soles el 8% de les quals corresponia a persones de 65 anys o més que vivien soles. El nombre mitjà de persones vivint en cada habitatge era de 2,48 i el nombre mitjà de persones que vivien en cada família era de 2,85.
Per edats la població es repartia de la següent manera: un 21% tenia menys de 18 anys, un 4,8% entre 18 i 24, un 25,8% entre 25 i 44, un 35,5% de 45 a 60 i un 12,9% 65 anys o més.
L'edat mediana era de 44 anys. Per cada 100 dones de 18 o més anys hi havia 88,5 homes.
La renda mediana per habitatge era de 27.500 $ i la renda mediana per família de 29.375 $. Els homes tenien una renda mediana de 29.000 $ mentre que les dones 15.938 $. La renda per capita de la població era de 12.046 $. Cap de les famílies i el 6,3% de la població estaven per davall del llindar de pobresa.